# Alchemilla hungarica
Alchemilla hungarica é uma espécie de rosácea do gênero Alchemilla, pertencente à família Rosaceae.